# Acantiza frontvermella
L'acantiza frontvermella (Acanthiza pusilla) és una espècie d'ocell de la família dels acantízids (Acanthizidae) que habita zones boscoses de l'est d'Austràlia, des del sud-est de Queensland, cap al sud, a l'est de Nova Gal·les del Sud, Victòria, sud-est d'Austràlia Meridional i Tasmània.